# Johnny Kelly

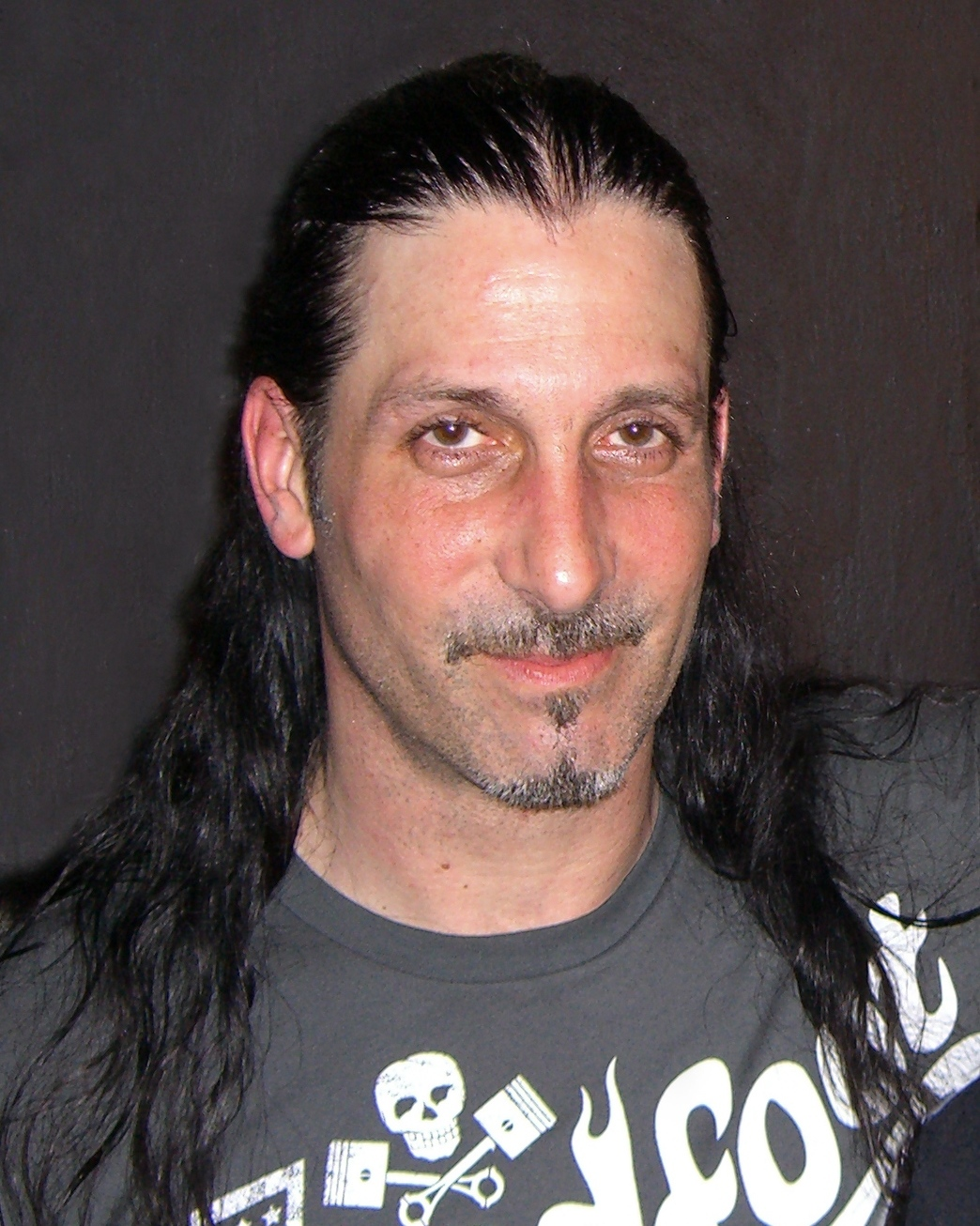
Johnny Kelly (2014)

Johnny Kelly (* 9. März 1968) war bis zu deren Auflösung der Schlagzeuger der US-amerikanischen Metal-Band Type O Negative. Zugleich spielt er Schlagzeug in den Rock- und Metal-Bands Danzig, Seventh Void, Black Label Society und A Pale Horse Named Death.

## Werdegang
Kelly war ursprünglich Schlagzeug-Roadie und Busfahrer der Band Type O Negative. 1994 übernahm er den vakanten Schlagzeugerposten und ersetzte Sal Abruscato. Kelly tourte dann mit Danzig seit 2002, er spielte dann auch auf dem 2010 erschienenen Studioalbum Deth Red Sabaoth. Auch beim All-Star-Projekt Roadrunner United war er am Stück Blood and Flames beteiligt.
Nach dem Tod von Type-O-Negative-Frontmann Peter Steele 2010 gaben die restlichen Mitglieder in einem Interview mit dem Rock Hard-Magazin im November 2010 bekannt, dass die Band mit Steeles Tod aufgehört hat zu existieren. Kelly gründete jedoch zusammen mit seinem Type-O-Negative-Kollegen Kenny Hickey die Band Seventh Void, mit der er im Dezember 2010 in Europa zusammen mit Monster Magnet tourte.
Kelly spielt ebenfalls das Schlagzeug in einer Led-Zeppelin-Tribut-Band names Earl’s Court. Im Februar 2011 wurde bekanntgegeben, dass Kelly Will Hunt als Schlagzeuger von Black Label Society für die restliche Europa-Tour ersetzt. Er spielte erstmals in Paris mit der Band live. 2014 trat er der Band Kill Devil Hill bei.

## Equipment

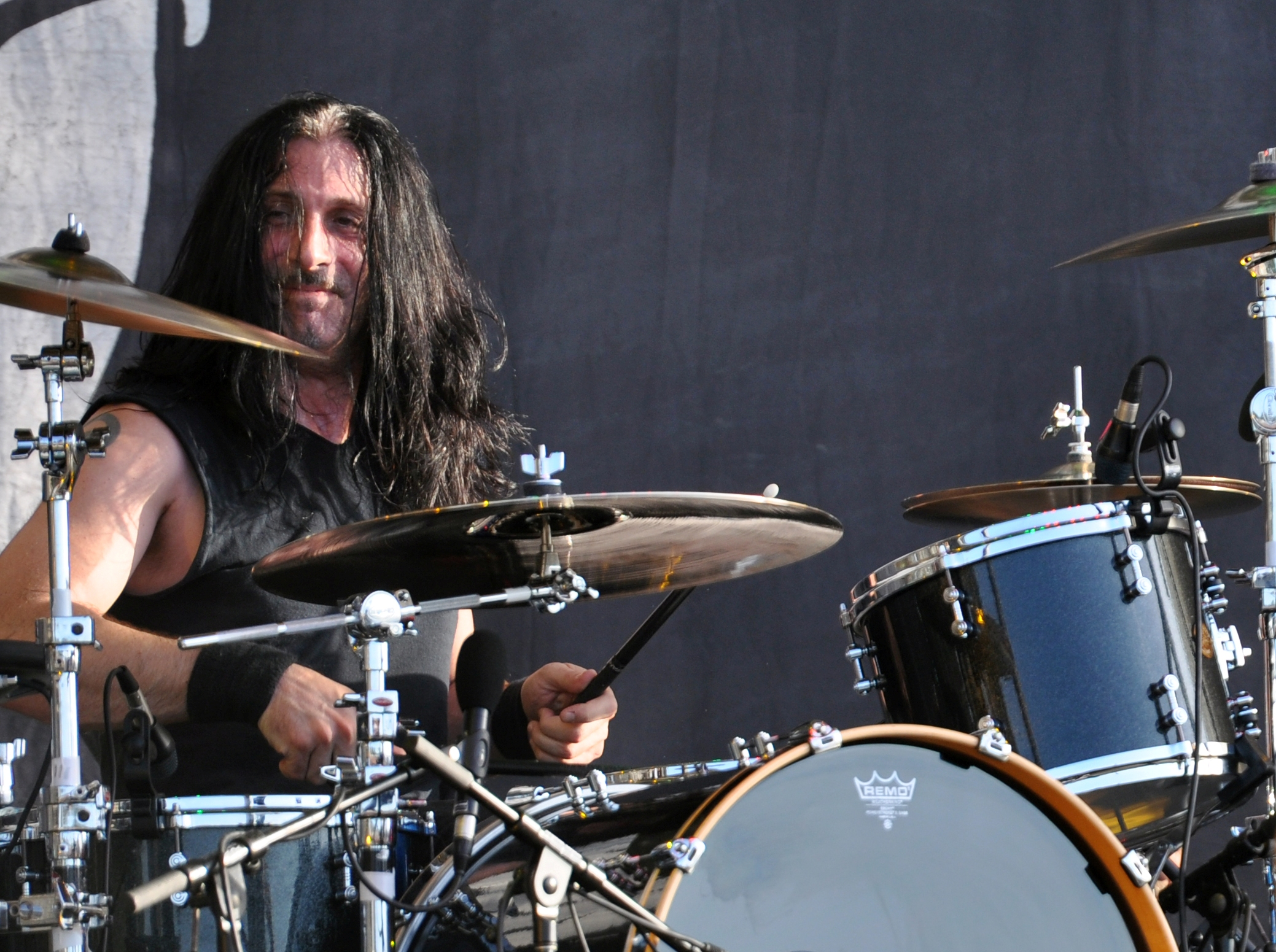
Johnny Kelly mit Danzig auf dem Wacken Open Air 2013

Kelly spielt Pearl Drums, Sabian-Becken, Easton-Ahead-Drumsticks und Attack-Felle.